# فورست تشرتش
فورست تشرتش (بالإنجليزية: Forrest Church)‏ هو عالم عقيدة أمريكي، ولد في 23 سبتمبر 1948 في بالو ألتو في الولايات المتحدة، وتوفي في 24 سبتمبر 2009 في نيويورك في الولايات المتحدة بسبب سرطان المريء.